# Хірле-Сіри
Хірле-Сі́ри (рос. Хирле-Сиры, чув. Хĕрлĕçыр) — присілок у Чувашії Російської Федерації, у складі Ніколаєвського сільського поселення Ядринського району.
Населення — 176 осіб (2010; 221 в 2002, 336 в 1979, 429 в 1939, 393 в 1926, 334 в 1897, 220 в 1858). Національний склад — чуваші та росіяни.

## Історія
Історичні назви — Харлесір, Хірле-Сір, Хірлі-Сіри. Засновано 18 століття як виселок села Хочашево. До 1866 року селяни мали статус державних, займались землеробством, тваринництвом, виробництвом взуття, музичний інструментів, коліс та одягу, бондарством, слюсарством. На початку 20 століття діяли вітряк та водяний млин. 1934 року утворено колгосп «Червоний обрив». До 1927 року присілок входив до складу Хочашевської, Балдаєвської та Шуматовської волостей Ядринського повіту, з переходом на райони 1927 року — спочатку у складі Аліковського, у період 1939–1956 років — у складі Совєтського, після чого передано до складу Ядринського району.

## Господарство
У присілку працюють клуб, спортивний майданчик та магазин.